# Lenda da Coroa Real de Cedros
A Lenda da Coroa Real de Cedros é uma tradição da ilha do Faial, nos Açores. Ela remete aos tempos da Dinastia Filipina nos Açores, após a queda da ilha Terceira, onde durante algum tempo reinou António I de Portugal.

## Lenda
A lenda passa-se no tempo da ocupação das ilhas dos Açores pelas forças de Filipe II de Espanha. Já antes estas ilhas eram frequentemente assediadas e assaltadas por piratas da Barbária e por corsários. Atacavam de surpesa, muitas vezes em dias de nevoeiro ou a coberto da noite, outras vezes em plena luz do dia. Assaltavam, roubavam e muitas vezes levavam com eles homens da terra para trabalharem como escravos.
Num certo dia, uma embarcação pirata comandada por um rei mouro apareceu nas costas da ilha do Faial para atacar a ilha. Mas como a embarcação foi avistada a tempo, as populações locais tiveram tempo de se preparar. Os piratas encontraram uma forte resistência e foram obrigados a fugir de forma precipitada sem conseguirem pilhar a terra.
Na fuga apressada, o rei mouro esqueceu-se da sua coroa, que tinha posto sobre um muro de pedra quando combatia. A coroa era feita de prata lavrada e enfeitada em toda a volta com lindos ramos desenhados no metal luzidio. Já longe da costa, o rei mouro apercebeu-se da falta da coroa e imediatamente se lembrou que ela tinha ficado em terra. Não querendo perder o seu símbolo de poder, resolveu voltar à ilha para a recuperar. No entanto e como não podiam voltar à ilha como piratas para não serem novamente atacados pelos locais, disfarçaram-se de marinheiros comuns.
Depois de procurar onde o rei a havia deixado, deram início a uma busca pelo resto da ilha. Perguntaram aos habitantes se tinham visto uma coroa de prata, recebendo respostas negativas. Entraram em lojas de comércio e em todos os locais onde ela eventualmente poderia estar e nada. Depois de as populações começarem a desconfiar de tão estranha procura, os piratas tiveram de partir para a sua terra no Norte de África, para nunca mais voltar.
A coroa do rei pirata tinha sido encontrada por uma mulher da localidade dos Cedros, que quando soube que andavam à procura dela, desconfiou que era os piratas e tratou de a esconder como melhor pode - levantando as saias e metendo-a numa perna, como quem enfia um anel num dedo. Aí a conservou até ter a certeza que o rei se fizera ao mar, desistindo para sempre do precioso objecto.
Mas sabendo do valor do objecto que tinha consigo, e não desejando que os seus conterrâneos soubessem que o tinha, deixou-o ficar muito tempo na perna, que ao fim de alguns dias começou a inchar e a doer. Acabou então por dizer que tinha a coroa, mas como a perna estava muito inchada, a coroa tinha ficado presa. Puxaram de um lado e puxaram do outro, tiveram de lavar a perna com água e sabão de cinza para a pele ficar mais escorregadia, mas mesmo assim a coroa não saíu.
Assim, a população não teve outra alternativa senão cortar a coroa por um lado para a poderem tirar, e depois voltaram a soldar cuidadosamente a parte cortada. O objecto ficou para a freguesia dos Cedros, onde morava a referida mulher cujo nome se desconhece. Com o passar dos anos a coroa passou a ser usada pelos locais nas festas do Divino Espírito Santo.
Esta coroa tinha 13 Centímetros de altura e continha engastada uma gema de cor da qual se ignora o verdadeiro valor. Com o passar dos anos e com medo de estragar tão simbólico e rico objecto, foi mandada fazer uma nova coroa, uma imitação da primeira que passou a ficar sempre guardada.
Actualmente a antiga coroa continua a ser guardada todos os anos em casa do mordomo da festa do Espírito Santo e pode ver-se, ainda perfeitamente, tantos anos depois, num dos lados, o lugar onde a mesma foi cortada e de novo soldada para poder sair da perna da mulher que a tinha guardado.